# MechWarrior (1989)
MechWarrior — первая игра в серии игр MechWarrior по вселенной BattleTech, разработанная для DOS. Игра позволяет пользователю представить себя на месте пилота меха (англ. mech — человекоподобный боевой механизм). Игрок может выполнять задания на своё усмотрение, покупать новых мехов, нанимать пилотов для мехов своего звена, путешествовать по планетам Внутренней Сферы и заключать контракты с Великими Домами. Миссии генерируются случайным образом.
Дополнительно к этому у игры есть не обязательная к выполнению сюжетная линия, протяжённостью в пять игровых лет.

## Сюжет

Вид из кабины

Главный герой игры — пилот меха по имени Гидеон Ванденбург. Его семья была убита наёмниками Чёрного крыла (англ. Dark Wing Mercenaries), и чаша, которая доказывает, что он наследник трона своей планеты, Луны Андир (англ. Ander’s Moon) — была украдена. Без этой чаши он — изгой. Гидеон должен стать настоящим воином и водителем меха, чтобы найти тех, кто нанял убийц его семьи, и отомстить им.

## Игровой процесс
В игре присутствует только одиночный режим. Игроку доступны следующие типы миссий:
- «Оборона границы» — необходимо не дать пройти группе вражеских мехов.
- Оборона базы.
- «Переход границы» — необходимо дойти до конца карты или уничтожить вражеских мехов.
- Атака на базу.
- Уничтожение группы вражеских мехов.

Существовали мини-кампании — комбинации из трех произвольных миссий подряд без пополнения боезапаса.
Игроку доступно для управления восемь различных типов мехов:
- Locust.
- Jenner.
- Phoenix Hawk.
- Shadow Hawk.
- Rifleman.
- Warhammer.
- Marauder.
- Battlemaster.

В коде игры для персональных компьютеров в списках доступных мехов имелись ещё два названия — Wasp и Wolverine, но в игре они так и не появились, как нет и графики для них.
Также в игре присутствуют другие мехи, например Scorpion, но их можно встретить только под управлением компьютера, управлять ими сам игрок не может.
В игре присутствуют пять государств, разделённых на две враждебные фракции. При выполнении задания одной фракции растёт авторитет игрока в этой фракции и падает авторитет игрока в противоположной фракции. От авторитета зависит, насколько охотно администрация планет будет выдавать игроку задания.

## Отзывы и критика
| Русскоязычные издания | Русскоязычные издания |
| Издание               | Оценка                |
| --------------------- | --------------------- |
| Game.EXE              | 4,5 из 5              |

## Технические особенности
Для запуска DOS версии игры на современных компьютерах требуется использования эмулятора DOSBox и замедлителя процессора, так как программный код игры не привязан к таймеру компьютера.